# Gottfried (Schiff)
Die Gottfried war eine unter dänischer Flagge fahrende Galeasse, die in der Nacht zum 12. März 1822 zwischen Cuxhaven, Eidermündung und einem Punkt westlich der Insel Trischen in schwerer See auf Grund lief und anschließend sank. Mit dem Schiff gingen kostbare antike ägyptische Fundstücke, die für den preußischen König Friedrich Wilhelm III. bestimmt waren, verloren.

## Schiff
Die Gottfried war ein 1815 in Greifswald aus Eichenholz erbauter Frachtsegler mit zwei Masten vom Typ Huker-Galeasse. Die Länge des Schiffes betrug 20 m, der Tiefgang mit der maximalen Ladung von 157 t betrug weniger als 3 m. Sie fuhr unter dänischer Flagge und dem Kommando des Greifswalder Kapitäns Heinrich Jacob Riesbeck, der sie 1818 übernommen hatte. Der Heimathafen war Kopenhagen. Kapitän Riesbeck ging mit dem Schiff unter.

## Havarie
Anfang 1822 war die Gottfried von Triest nach Hamburg unterwegs. Sie hatte am 10. Dezember 1821 in Triest abgelegt, legte aber noch ungeplante Zwischenstopps, zum Beispiel in Livorno, ein, wodurch sich die Dauer der Überfahrt verlängerte.
In der Nacht vom 11. auf den 12. März 1822 sank die Gottfried während eines schweren Orkans in der Elbmündung bei Cuxhaven, deren Sandbänke auch als Nordergründe bekannt sind. Das Schiff wird südlich der Sandbank Gelbersand in der Nähe des Klotzenloches vermutet. Der fünf Tage wütende Orkan auf der Nordsee verhinderte die Rettung der Mannschaft. Fast alle Besatzungsmitglieder und ein Passagier kamen ums Leben. Acht Menschen ertranken, nur ein Matrose überlebte. Zeitgenossen schilderten den Orkan als stärksten seit Menschengedenken. Er drückte sogar das Wasser aus der Themse, so dass diverse Funde im leeren Flussbett trockenen Fußes gemacht werden konnten.

## Ladung
An Bord hatte das Schiff altägyptische Fundstücke, die der preußische Adlige Freiherr Menu von Minutoli 1820/1821 zum Teil selbst ausgegraben hatte und zum Teil in Luxor gekauft hatte. Teilweise stammten sie aus Sakkara. In 97 Frachtkisten wurden nur die schwersten Wertgegenstände aus Ägypten in Triest auf der Gottfried verstaut. Der Rest der wertvollen Altertümer wurde über den Landweg von Venedig aus nach Berlin transportiert. Das  Ägyptische Museum Berlin besitzt einen Teil von Minutolis Sammlerstücken, die damals in 20 Kisten nicht den Seeweg nahmen, sondern über Land transportiert wurden. Die Havarie der Gottfried hätte von Minutoli, der damals in Venedig davon erfuhr, in den finanziellen Ruin und in eine persönliche Krise gestürzt, hätte er die Ladung nicht mit 27.000 Mark Banco versichert. Er hatte ursprünglich geplant, die Fundstücke in Berlin als Grundstock eines geplanten ägyptischen Museums zu verwenden.
Zur Ladung, die aufgrund der erhaltenen Ladungsliste bekannt ist, gehörten unter anderem ein schwerer Sarkophag aus rotem Granit, die Spitze einer Pyramide aus Syenit, eine Türeinfassung, Tiermumien, Mineralien, Stelen aus unterschiedlichen Materialien sowie Vasen aus Ton und Alabaster. Der Sarkophag war innen und außen mit Bildnissen und Hieroglyphen versehen. Zu seiner Bergung, aus einem 90 Fuß tiefen Schacht, hatte Minutoli 200 Arbeiter drei Monate lang beschäftigt. Allein dieser ungewöhnlich große Arbeitsaufwand deutet bereits darauf hin, dass es sich hierbei kaum um einen normal großen Steinsarkophag handeln kann.
Teile der Ladung waren nach dem Unglück ans linke Elbufer zwischen Cuxhaven, Otterndorf und Balje gespült worden (darunter sieben von acht Mumien und ein arabisches Zelt, das von Minutoli von dem damaligen Herrscher von Ägypten, Mehemed Ali, erhalten hatte). Die Lage des Wracks war dem Cuxhavener Lotsenkommandeur Christopher Jansen bekannt. Aus dessen Schriftverkehr konnte die spätere Suche aufgebaut werden. Die Fundstücke wurden im Auftrag der Herren Assecuradeure am 4. September 1822 von dem Makler Johannes Noodt auf einer Auktion in Hamburg versteigert. Bei einer Nachsuche im Museum für Kunst und Gewerbe Hamburg fand Leive zusammen mit der Museumsleitung im Juli 1991 einen männlichen Mumienschädel mit Goldüberzug, von dem vermutet werden kann, dass es sich um den vergoldeten Mumienschädel handelt, den Minutoli der Stufenpyramide aus Sakkara, zusammen mit zwei vergoldeten Fußsohlen und dem Kopf eines kleinen Geiers, entnommen hatte. Diese Stücke waren nachweislich Teil der Ladung. Über den Verbleib der auktionierten Stücke ist bis auf den Fund von Renate Germer und den Fund von Leive bisher nichts bekannt, sieht man davon ab, dass Johann Wolfgang von Goethe am 1. Februar 1823 von dem damaligen Göttinger Anthropologen Johann Friedrich Blumenbach eine geflochtene Locke vom Haupthaar einer weiblichen ägyptischen Mumie erhielt. Blumenbach selbst behielt eine weitere für seine Schädel-Sammlung. Nach dem Stand der Forschung stammen diese Locken und die Locke aus dem Museum für Kunst und Gewerbe Hamburg von der Mumie der Senchonsis (auch genannt Saupaulis), die am 12. Mai 101 n. Chr. als Tochter des Piket geboren wurde und am 11. März 145 n. Chr. starb. Zusammen mit zwölf weiteren Mumien wurde Senchonsis dem Familiengrab des thebanischen Archonten Soter durch Antonio Lebolo entnommen.

## Wracksuche
2003 gab es auf der Suche nach dem Wrack eine heiße Spur. Während einer Fotokonservierung entdeckte die Ägyptologin Renate Germer in der ägyptischen Abteilung des Museums für Kunst und Gewerbe Hamburg zufällig die Haarlocke einer Mumie, die aus dem Schiff stammte und auf die sie über die Erwähnung in einem historischen Brief aufmerksam wurde. Locken von Mumien waren damals beliebte Geschenke. Sie stellte daraufhin Kontakt zu ihrem Kollegen Joachim Karig vom Ägyptischen Museum in Berlin her, für das die Ladung damals bestimmt war. Karig und Leive suchten schon 1992 auf dem Schiff Atair mit Sediment-Echografen nach dem Wrack und veröffentlichten auch 1993 über den damaligen Stand der Suche. Karig war bis zu seiner Pensionierung stellvertretender Leiter und Oberkustos am Ägyptischen Museum in Berlin.
Nach langen Recherchen in Zusammenarbeit mit dem Geschichts- und Küstenforscher Rainer Leive glauben beide, Karig und Leive, die Fundstelle inmitten des weiten Mündungstrichters der Elbe bei den „Nordergründen“ gefunden zu haben. Das Fundgebiet liegt nahe der viel befahrenen Schifffahrtsrinne, ist wegen seiner Untiefen gefürchtet und ständigen Änderungen unterworfen. Dort befinden sich auch noch zahlreiche weitere Wracks. Da ab etwa 2010 die 9. Elbvertiefung geplant war, drängte die Zeit. Im Sommer 2010 suchten Unterwasserarchäologen unter der Führung von Martin Segschneider vom Archäologischen Landesamt Schleswig-Holstein an einer durch Seitensichtsonar eingegrenzten Stelle, die durch mehrere größere Objekte verdächtig war, die wie bei einem Schiffsuntergang verstreut lagen. Segschneider erkundete 2011 mit Mitarbeitern die bei Niedrigwasser zugänglichen Stellen. Das Wrack oder Objekte aus der Ladung wurden jedoch nicht gefunden. Gesucht wurde nicht nach dem Wrack der Gottfried sondern nach verlorener Ladung.
2025 entdeckten Taucher im Elbschlick vor Cuxhaven eine Kanone, die eine Spur zum gesunkenen Zweimaster „Gottfried“ sein könnte. Für genauere Untersuchungen soll das Niedersächsische Landesamt für Denkmalpflege mit der Wasserstraßen- und Schifffahrtsverwaltung des Bundes dem Niedersächsischen Ministerium für Wissenschaft und Kultur ein Konzept vorlegen.

## Rezeption
1992 entstand ein Film in der ZDF-Sendereihe C14 Vorstoß in die Vergangenheit von Gisela Graichen und Hans Hellmut Hillrichs (Regie: Rita Knobel-Ulrich) über den Fall. Ein Film über die Suche nach dem Wrack und die Gottfried wurde im Oktober 2012 vom ZDF in der Reihe Terra X ausgestrahlt. Ausstellungen dazu fanden 2011 in Greifswald und im Natureum Niederelbe statt.